# Stictopisthus subniger
Stictopisthus subniger är en stekelart som först beskrevs av Wilkinson 1927.  Stictopisthus subniger ingår i släktet Stictopisthus och familjen brokparasitsteklar. Inga underarter finns listade i Catalogue of Life.